# Kitaibaraki
Kitaibaraki (jap. 北茨城市 Kitaibaraki-shi) – miasto w Japonii, w prefekturze Ibaraki, na wyspie Honsiu, położone nad Oceanem Spokojnym. Ma powierzchnię 186,79 km². W 2020 r. mieszkało w nim 41 836 osób, w 17 029 gospodarstwach domowych  (w 2010 r. 47 026 osób, w 16 965 gospodarstwach domowych).

## Historia
Miasto powstało 31 marca 1956 roku w wyniku połączenia miejscowości Isohara, Ōtsu, Hiragata oraz wiosek Minaminakagō, Sekinami i Sekimoto (z powiatu Taga).

## Gospodarka
Gospodarka miasta oparta na rolnictwie (przede wszystkim produkcja ryżu) oraz rybołówstwie. Dawniej dużą rolę odgrywało wydobycie węgla, jednak wszystkie kopalnie w regionie zamknięto, co przyczyniło się do spadku liczby mieszkańców. Miasto znane jest z instytutu sztuki otwartego w dawnym domu dwóch artystów z przełomu XIX i XX wieku – Okakury Kakuzō i Yokoyamy Taikana.

## Populacja
Zmiany w populacji terenu miasta w latach 1950–2020: